# Pik Tadschikistan
Der Pik Tadschikistan ist ein Berg in Tadschikistan im Südwesten des Pamirgebirges. 

## Lage
Der Berg befindet sich in der autonomen Provinz Berg-Badachschan im Bezirk Nohija Ischkaschim. Der Pik Tadschikistan hat eine Höhe von 6565 m und bildet nach dem 5,25 km nordnordwestlich gelegenen Pik Karl Marx (6726 m) den zweithöchsten Berg der Schachdarakette. Ein 5970 m hoher Sattel trennt die beiden Berge. 1,78 km südöstlich liegt der 6222 m hohe Nebengipfel Pik LGU (⊙, LGU ist die russische Abkürzung für die Leningrad-Staatsuniversität, der heutigen Staatlichen Universität Sankt Petersburg). Dazwischen liegt ein 6022 m hoher Sattel.

## Erstbesteigung
Der Pik Tadschikistan wurde im Jahr 1962 von V. Savvon erstbestiegen.